# Pruszków (województwo wielkopolskie)
Pruszków – wieś w Polsce, w województwie wielkopolskim, w powiecie kaliskim, w gminie Blizanów, nad Prosną, u ujścia Kanału Bernardyńskiego.
W latach 1975–1998 miejscowość położona była w województwie kaliskim.
W 1911 w Pruszkowie powstała ochotnicza straż pożarna.